# Дрест X
Дрест X — король пиктов в 845 — 848 годах.

## Биография
Согласно «Хронике пиктов», Дрест X был сыном Вурада. Он пытался отделить пиктов от Дал Риады и боролся за титул короля пиктов с Кеннетом I. Был побеждён и убит. Дрест X оказался последним независимым королём пиктов.